# AFCアジアカップ2007
AFCアジアカップ2007（英語: AFC Asian Cup 2007、インドネシア語・マレーシア語: Piala Asia 2007、タイ語: เอเชียนคัพ 2007、ベトナム語: Cúp bóng đá châu Á 2007）は、2007年に行われた国際サッカー大会、第14回目のAFCアジアカップである。タイ、マレーシア、ベトナム、インドネシアの4カ国の共同開催となり、アジアカップ史上初めて複数国の共同開催となった。2007年7月7日から7月29日まで開催され、イラクが初優勝を飾った。

## 大会開催の経緯と概要
- 本大会は4カ国共催となった。このいきさつには、候補国が単独で大会を開催できるほどの経済的余力がなかったことと、候補国同士の誘致合戦が激しくなりすぎてしまった背景がある。本大会では、4カ国それぞれがグループリーグ6試合と、決勝トーナメント1～3試合を主催できるように、試合が配分された。
- 本大会からFIFAワールドカップの翌年に開催される事となったため、その調整として前回大会から3年後の2007年に開催された。この変更の背景には、従来の開催時期では夏季オリンピックやUEFA欧州選手権と開催年が重なるため注目度が低くなりがちだった事等が挙げられる。
- AFCチャレンジカップが創設された影響で、この大会からFIFAランキング下位の予選参加国が大幅に減少した。総参加国数が前回大会は開催国なども含め43だったのに対し、今大会では28。
- 今大会では、開催国が4カ国ある関係で、前回優勝国の本大会自動出場権がなくなり、前回優勝の日本は予選からの出場となった。また、2006年にアジアサッカー連盟へ加盟したオーストラリアも予選第4シード国として初めて参戦した。
- 開催国4カ国と、予選を勝ち抜いた12カ国を合わせた16カ国が本大会に出場。組合せ抽選は12月19日に実施（組み合わせ抽選の節を参照）。
- 開会式及び開幕戦は2007年7月7日にバンコク、決勝戦はジャカルタで開催された。

## トピックス

### イラク初優勝
本大会は、イラクが初の優勝を遂げた。
イラク戦争による政情不安が長く続き、代表選手はほぼ全員が海外でプレーしていた。代表の練習は欧州が拠点、ホームゲームはヨルダンで開催してきたイラクは、大会直前に代表監督が辞任し、新たにブラジル人のジョルバン・ビエイラを大会限定の短期契約で監督に迎えるなど、その厳しい環境条件から開幕前の下馬評は決して高くなかった。さらに、大会直前にチームに同行する予定だった理学療法士が死亡するなど、チームを取り巻く状況は大会開始まで好転しなかった。
しかし、アテネオリンピックベスト4のメンバーと前年のアジア大会準優勝のメンバーを中心としたイラクは、前線からの激しいプレッシャーと強いフィジカルコンタクトによる守備と、積極的な攻撃意識を武器にグループリーグを1位通過。決勝トーナメントでも、準決勝で韓国を下して初めて決勝戦へ進出。決勝戦では単独最多となる4度目の優勝を狙うサウジアラビアを1-0で破った。
大会中も、勝利を喜び通りに集ったイラク市民を標的にした自爆テロが発生し、イラクが決勝進出を決めた日にはバグダードの2箇所の地域で50人が死亡した。また祝砲として民間に流出していた銃器が撃ち鳴らされた際に、流れ弾に当たるなどして7名以上の死者を出し、選手の親族も何名か亡くなったが、代表はそのたびに団結し、快進撃を見せた。
なお、前回大会まで6大会連続でサウジアラビアないし日本が立て続けに優勝を果たしていたが、1980年大会以来27年ぶりに2国以外が優勝を勝ち取った。

### 強豪国の復活、オーストラリアの苦戦
前回大会で大躍進した新興国は、本大会では軒並み苦戦を強いられた。前回準優勝の中華人民共和国はイランには2-2で引き分けたものの、ウズベキスタンに0-3で完敗しグループリーグ敗退。同ベスト4のバーレーンは、韓国に2-1で勝利したが、サウジアラビアに0-4で破れ、トーナメント進出はならなかった。同ベスト8のヨルダンは予選敗退して本大会に進出できず、継続的な強さは発揮されず終わった。
一方、前回大会でグループリーグ最下位に終わったサウジアラビアは復活した堅守速攻で、大会2連覇中の日本を準決勝で破り準優勝の成績をおさめた。A代表で参加するようになった1992年大会以降で日本がアジアカップで黒星を喫したのは、1996年大会の準々決勝クウェート戦以来11年ぶり2度目の事であった（この次の黒星は2019年UAE大会の決勝・カタール戦である（2015年オーストラリア大会の準々決勝・UAE戦は、PK戦負けのため引き分け扱い））。この大会は4位に終わり、次回のアジアカップ予選免除権は獲得できなかった。韓国は3位。
AFCに転籍したことにより本大会が初出場となるオーストラリアは、慣れないアジアの気候に加え、ヨーロッパのチーム所属の選手が多く選手のコンディションが悪かったこともあり、最後まで強さを発揮できずにベスト8で敗退した。

### 開催国の健闘
大会開幕前は、近年のワールドカップ予選やアジアカップで全くふるわない開催国が、アジアの強豪が揃う本大会でどこまでやれるのかという点が疑問視されていた。しかし、3戦全敗に終わったマレーシアを除いた残り3か国は、下馬評以上の健闘を見せた。高温多湿の環境に強豪国が苦しむ中、豊富な運動量によるスペースへの進出と素早いパス回しで技術と体格の差を補い対抗したタイ、ベトナム、インドネシアの3か国は全てグループリーグで1勝を上げ、最終戦まで決勝トーナメント進出の可能性を残すとともに、各グループリーグを混戦に導いて大会の競技性を高めた。最終的に決勝トーナメントへ進出したのはベトナムのみだったが、この3か国の健闘と、見せたサッカーのクオリティの高さは、大会序盤を大いに盛り上げた。

### 運営面の問題
アジアカップとしては初の4か国共催として注目された大会だったが、大会運営に当たってのトラブルも相次いだ。AFCの不手際により日本がベトナムからインドネシアへ移動する際に、一度確保したはずの飛行機の座席がなぜか運営側によってキャンセルされたため、改めて飛行機を手配したが、到着時間が予定よりも丸一日遅れた。そのうえ、宿泊の手配ミスで部屋が足りず、選手は2人1部屋制を強いられ、スタッフは11人が1部屋に押し込まれることになった。また、優勝したイラクも宿泊の手配でミスが生じ、31人の選手・スタッフが8つの部屋に押し込まれた。その他、取材のマスコミも移動に難渋するなど大きな課題を残した大会となった。

## 予選
本戦出場16チームのうち、4枠は開催国に割り当てられ、残る12枠が予選で競われた。前大会と異なり、前回大会優勝チーム（日本）の予選免除はなされなかった。

## 本大会
優勝チームはFIFAコンフェデレーションズカップ2009（南アフリカ大会）に出場する。

### 開催都市とスタジアム
| 国           | 都市                           | スタジアム                             | 収容人員 |
| ------------ | ------------------------------ | -------------------------------------- | -------- |
| インドネシア | ジャカルタ                     | ゲロラ・ブン・カルノ・スタジアム       | 100,000  |
| インドネシア | パレンバン                     | ゲロラ・シュリーヴィジャヤ・スタジアム | 40,000   |
| マレーシア   | クアラルンプール               | ブキット・ジャリル国立競技場           | 100,000  |
| マレーシア   | シャー・アラム(スランゴール州) | シャー・アラム・スタジアム             | 80,000   |
| タイ         | バンコク                       | ラジャマンガラ・スタジアム             | 65,000   |
| タイ         | バンコク                       | スパチャラサイ国立競技場               | 35,000   |
| ベトナム     | ハノイ                         | ミーディン国立競技場                   | 40,000   |
| ベトナム     | ホーチミン市                   | アーミー・スタジアム                   | 25,000   |

### 出場国
- インドネシア(開催国・4大会連続4度目)
- タイ(開催国・5大会連続6度目)
- ベトナム(開催国・初出場 ただしベトナム共和国としては2度出場経験あり)
- マレーシア(開催国・7大会ぶり3度目)
- 日本(予選A組1位・6大会連続6度目)
- サウジアラビア(予選A組2位・7大会連続7度目)
- イラン(予選B組1位・11大会連続11度目)
- 韓国(予選B組2位・4大会連続11度目)
- アラブ首長国連邦(予選C組1位・2大会連続7度目)
- オマーン(予選C組2位・2大会連続2度目)
- オーストラリア(予選D組1位・初出場)
- バーレーン(予選D組2位・2大会連続3度目)
- イラク(予選E組1位・4大会連続6度目)
- 中国(予選E組2位・9大会連続9度目)
- カタール(予選F組1位・3大会連続7度目)
- ウズベキスタン(予選F組2位・4大会連続4度目)

### 組み合わせ抽選
本大会の組み合わせ抽選は、2006年12月19日にマレーシア・クアラルンプールで行われた。
強豪国がグループリーグで集中するのを防ぐため、出場チームのポット分けは2006年10月のFIFAランキングに基づいて行われた（開催国の4チームをポット1とし、それ以外の12チームをランキング下位から順にポット2・ポット3・ポット4とした）。
- ポット1（開催国） -  タイ(125)  インドネシア(144)  ベトナム(151)  マレーシア(153)
- ポット2 -  中国(87)  イラク(89)  アラブ首長国連邦(91)  バーレーン(108)
- ポット3 -  カタール(53)  ウズベキスタン(59)  サウジアラビア(62)  オマーン(63)
- ポット4 -  オーストラリア(37)  イラン(43)  日本(46)  韓国(48)

かっこ内の数字はポット分けに用いられた（2006年10月の）FIFAランキング。

### グループリーグ
4チームずつの4グループにわかれ、各グループ上位2チームが決勝トーナメントに進出。

#### グループA
| 国名           | 勝点 | 試 | 勝 | 分 | 負 | 得点 | 失点 | 点差 |
| -------------- | ---- | -- | -- | -- | -- | ---- | ---- | ---- |
| イラク         | 5    | 3  | 1  | 2  | 0  | 4    | 2    | +2   |
| オーストラリア | 4    | 3  | 1  | 1  | 1  | 6    | 4    | +2   |
| タイ           | 4    | 3  | 1  | 1  | 1  | 3    | 5    | -2   |
| オマーン       | 2    | 3  | 0  | 2  | 1  | 1    | 3    | -2   |

| 2007年7月7日 |

| タイ                                  | 1 - 1 | イラク                  |
| スティー・スックソムギット 6分 (pen.) |       | ユニス・マフムード 32分 |

| バンコク, ラジャマンガラ競技場 観客数: 30,000人 |

| 2007年7月8日 |

| オーストラリア          | 1 - 1 | オマーン                      |
| ティム・ケーヒル 90+2分 |       | バダル・アル＝マイマニー 32分 |

| バンコク, ラジャマンガラ競技場 観客数: 5,000人 |

| 2007年7月12日 |

| タイ                              | 2 - 0 | オマーン |
| ピパット・トンカンヤー 70分, 78分 |       |          |

| バンコク, ラジャマンガラ競技場 観客数: 19,000人 |

| 2007年7月13日 |

| イラク                                                                              | 3 - 1 | オーストラリア          |
| ナシャト・アクラム 23分 · ハワル・ムラ・モハメド 60分 · カッラール・ジャーシム 86分 |       | マーク・ヴィドゥカ 47分 |

| バンコク, ラジャマンガラ競技場 観客数: 6,000人 |

| 2007年7月16日 |

| タイ | 0 - 4 | オーストラリア                                                                            |
|      |       | マイケル・ビューチャンプ 21分 · マーク・ヴィドゥカ 80分, 83分 · ハリー・キューウェル 90分 |

| バンコク, ラジャマンガラ競技場 観客数: 46,000人 |

| 2007年7月16日 |

| オマーン | 0 - 0 | イラク |
|          |       |        |

| バンコク, スパチャラサイ国立競技場 観客数: 500人 |

#### グループB
| 国名             | 勝点 | 試 | 勝 | 分 | 負 | 得点 | 失点 | 点差 |
| ---------------- | ---- | -- | -- | -- | -- | ---- | ---- | ---- |
| 日本             | 7    | 3  | 2  | 1  | 0  | 8    | 3    | +5   |
| ベトナム         | 4    | 3  | 1  | 1  | 1  | 4    | 5    | -1   |
| アラブ首長国連邦 | 3    | 3  | 1  | 0  | 2  | 3    | 6    | -3   |
| カタール         | 2    | 3  | 0  | 2  | 1  | 3    | 4    | -1   |

| 2007年7月8日 |

| ベトナム                  | 2 - 0 | アラブ首長国連邦 |
| 黄光清 63分 · 黎公榮 73分 |       |                  |

| ハノイ, ミーディン国立競技場 観客数: 39,450人 |

| 2007年7月9日 |

| 日本          | 1 - 1 | カタール                      |
| 高原直泰 61分 |       | セバスティアン・キンタナ 88分 |

| ハノイ, ミーディン国立競技場 観客数: 5,000人 |

| 2007年7月12日 |

| ベトナム    | 1 - 1 | カタール                      |
| 潘清平 32分 |       | セバスティアン・キンタナ 79分 |

| ハノイ, ミーディン国立競技場 観客数: 40,000人 |

| 2007年7月13日 |

| アラブ首長国連邦  | 1 - 3 | 日本                                       |
| アル＝カース 66分 |       | 高原直泰 22分, 27分 · 中村俊輔 42分 (pen.) |

| ハノイ, ミーディン国立競技場 観客数: 5,000人 |

| 2007年7月16日 |

| カタール                      | 1 - 2 | アラブ首長国連邦                  |
| セバスティアン・キンタナ 42分 |       | アル＝カース 59分 · ハリール 90分 |

| ホーチミン, アーミー・スタジアム 観客数: 3,000人 |

| 2007年7月16日 |

| ベトナム            | 1 - 4 | 日本                                                |
| 鈴木啓太 8分 (o.g.) |       | 巻誠一郎 12分, 59分 · 遠藤保仁 32分 · 中村俊輔 53分 |

| ハノイ, ミーディン国立競技場 観客数: 40,000人 |

#### グループC
| 国名           | 勝点 | 試 | 勝 | 分 | 負 | 得点 | 失点 | 点差 |
| -------------- | ---- | -- | -- | -- | -- | ---- | ---- | ---- |
| イラン         | 7    | 3  | 2  | 1  | 0  | 6    | 3    | +3   |
| ウズベキスタン | 6    | 3  | 2  | 0  | 1  | 9    | 2    | +7   |
| 中国           | 4    | 3  | 1  | 1  | 1  | 7    | 6    | +1   |
| マレーシア     | 0    | 3  | 0  | 0  | 3  | 1    | 12   | -11  |

| 2007年7月10日 |

| マレーシア                          | 1 - 5 | 中国                                              |
| インドラ・プトラ・マハユディン 74分 |       | 韓鵬 15分, 55分 · 邵佳一 36分 · 王棟 51分, 90+3分 |

| クアラルンプール, ブキット・ジャリル国立競技場 観客数: 21,155人 |

| 2007年7月11日 |

| イラン                                      | 2 - 1 | ウズベキスタン                 |
| ホセイニー 55分 · ジャバド・カゼミヤン 78分 |       | ラフマン・レザイー 16分 (o.g.) |

| クアラルンプール, ブキット・ジャリル国立競技場 観客数: 1,863人 |

| 2007年7月14日 |

| ウズベキスタン                                                                             | 5 - 0 | マレーシア |
| マクシム・シャツキフ 10分, 89分 · カパーゼ 29分 · バカエフ 45分 (pen.) · イブラギモフ 85分 |       |            |

| クアラルンプール, ブキット・ジャリル国立競技場 観客数: 7,137人 |

| 2007年7月15日 |

| 中国                     | 2 - 2 | イラン                                                    |
| 邵佳一 6分 · 毛剣卿 33分 |       | フェリドーン・ツァンディ 45+1分 · ジャバド・ネクナム 73分 |

| クアラルンプール, ブキット・ジャリル国立競技場 観客数: 5,938人 |

| 2007年7月18日 |

| マレーシア | 0 - 2 | イラン                                                           |
|            |       | ジャバド・ネクナム 25分 (pen.) · アンドラニク・テイムリアン 70分 |

| クアラルンプール, ブキット・ジャリル国立競技場 観客数: 4,520人 |

| 2007年7月18日 |

| ウズベキスタン                                      | 3 - 0 | 中国 |
| シャツキフ 72分 · カパーゼ 86分 · ゲインリフ 90+4分 |       |      |

| シャー・アラム, シャー・アラム・スタジアム 観客数: 2,200人 |

#### グループD
| 国名           | 勝点 | 試 | 勝 | 分 | 負 | 得点 | 失点 | 点差 |
| -------------- | ---- | -- | -- | -- | -- | ---- | ---- | ---- |
| サウジアラビア | 7    | 3  | 2  | 1  | 0  | 7    | 2    | +5   |
| 韓国           | 4    | 3  | 1  | 1  | 1  | 3    | 3    | 0    |
| インドネシア   | 3    | 3  | 1  | 0  | 2  | 3    | 4    | -1   |
| バーレーン     | 3    | 3  | 1  | 0  | 2  | 3    | 7    | -4   |

| 2007年7月10日 |

| インドネシア                                        | 2 - 1 | バーレーン                            |
| ブディ・スダルソノ 14分 · バンバン・パムンカス 27分 |       | サイード・マフムード・ジャラール 27分 |

| ジャカルタ, ゲロラ・ブン・カルノ・スタジアム 観客数: 65,000人 |

| 2007年7月11日 |

| 韓国        | 1 - 1 | サウジアラビア                     |
| 崔成国 66分 |       | ヤセル・アル＝カフタニ 77分 (pen.) |

| ジャカルタ, ゲロラ・ブン・カルノ・スタジアム 観客数: 15,000人 |

| 2007年7月14日 |

| サウジアラビア                                      | 2 - 1 | インドネシア          |
| ヤセル・アル＝カフタニ 12分 · アル＝ハールシー 90分 |       | エリー・アイボイ 20分 |

| ジャカルタ, ゲロラ・ブン・カルノ・スタジアム 観客数: 88,000人 |

| 2007年7月15日 |

| バーレーン                                                    | 2 - 1 | 韓国       |
| サルマーン・イーサ 43分 · イスマイール・アブドゥラティフ 85分 |       | 金斗炫 4分 |

| ジャカルタ, ゲロラ・ブン・カルノ・スタジアム 観客数: 9,000人 |

| 2007年7月18日 |

| インドネシア | 0 - 1 | 韓国        |
|              |       | 金正友 33分 |

| ジャカルタ, ゲロラ・ブン・カルノ・スタジアム 観客数: 88,000人 |

| 2007年7月18日 |

| サウジアラビア                                                                                      | 4 - 0 | バーレーン |
| アハマド・アル＝ムーサ 18分 · ヤセル・アル＝カフタニ 45分 · タイシール・アル＝ジャーシム 68分, 80分 |       |            |

| パレンバン, ゲロラ・シュリーヴィジャヤ・スタジアム 観客数: 500人 |

### 決勝トーナメント
ノックアウト方式で行われ、90分間の試合で勝敗が決しない場合は30分の（ゴールデンゴール方式やシルバーゴール方式でない）延長戦が行われ、さらに勝敗が決しない場合はPK戦によって勝者を決した。

#### トーナメント
|  | 準々決勝                   | 準々決勝         |                            |       | 準決勝    | 準決勝    |  |  | 決勝 | 決勝 |
|  |                            |                  |                            |       |           |           |  |  |      |      |
|  | 7月21日 - バンコク         |                  |                            |       |           |           |  |  |      |      |
|  |                            |                  |                            |       |           |           |  |  |      |      |
|  | イラク                     | 2                |                            |       |           |           |  |  |      |      |
|  | イラク                     | 2                | 7月25日 - クアラルンプール |       |           |           |  |  |      |      |
|  | ベトナム                   | 0                |                            |       |           |           |  |  |      |      |
|  | ベトナム                   | 0                | イラク (p)                 | 0 (4) |           |           |  |  |      |      |
|  | 7月22日 - クアラルンプール |                  | イラク (p)                 | 0 (4) |           |           |  |  |      |      |
|  |                            | 韓国             | 0 (3)                      |       |           |           |  |  |      |      |
|  | イラン                     | 韓国             | 0 (3)                      | 0 (2) |           |           |  |  |      |      |
|  | イラン                     |                  | 7月29日 - ジャカルタ       | 0 (2) |           |           |  |  |      |      |
|  | 韓国 (p)                   | 0 (4)            |                            |       |           |           |  |  |      |      |
|  | 韓国 (p)                   | 0 (4)            | イラク                     | 1     |           |           |  |  |      |      |
|  | 7月21日 - ハノイ           |                  | イラク                     | 1     |           |           |  |  |      |      |
|  |                            | サウジアラビア   | 0                          |       |           |           |  |  |      |      |
|  | 日本 (p)                   | サウジアラビア   | 0                          | 1 (4) |           |           |  |  |      |      |
|  | 日本 (p)                   | 7月25日 - ハノイ |                            | 1 (4) |           |           |  |  |      |      |
|  | オーストラリア             | 1 (3)            |                            |       |           |           |  |  |      |      |
|  | オーストラリア             | 1 (3)            | 日本                       | 2     |           |           |  |  |      |      |
|  | 7月22日 - ジャカルタ       |                  | 日本                       | 2     |           |           |  |  |      |      |
|  |                            | サウジアラビア   | 3                          |       | 3位決定戦 | 3位決定戦 |  |  |      |      |
|  | サウジアラビア             | サウジアラビア   | 3                          | 2     | 3位決定戦 | 3位決定戦 |  |  |      |      |
|  | サウジアラビア             |                  | 7月28日 - パレンバン       | 2     |           |           |  |  |      |      |
|  | ウズベキスタン             | 1                |                            |       |           |           |  |  |      |      |
|  | ウズベキスタン             | 1                | 韓国 (p)                   | 0 (6) |           |           |  |  |      |      |
|  |                            |                  |                            |       |           |           |  |  |      |      |
|  | 日本                       | 0 (5)            |                            |       |           |           |  |  |      |      |
|  | 日本                       | 0 (5)            |                            |       |           |           |  |  |      |      |

#### 準々決勝
| 2007年7月21日 |

| イラク                       | 2 - 0 | ベトナム |
| ユニス・マフムード 2分, 66分 |       |          |

| バンコク, ラジャマンガラ・スタジアム 観客数: 9,720人 主審: 西村雄一 |

| 2007年7月21日 |

| 日本          | 1 - 1 (延長) | オーストラリア          |
| 高原直泰 72分 |              | ジョン・アロイージ 69分 |

| ハノイ, ミーディン国立競技場 観客数: 25,000人 主審: サアド・カミル・アル・ファドリ |

|                                              |       | PK戦                                                                                       |  |
| 中村俊輔 遠藤保仁 駒野友一 高原直泰 中澤佑二 | 4 – 3 | ハリー・キューウェル ルーカス・ニール ティム・ケーヒル ニック・カール デヴィッド・カーニー |  |

| 2007年7月22日 |

| イラン | 0 - 0 (延長) | 韓国 |
|        |              |      |

| クアラルンプール, ブキット・ジャリル国立競技場 観客数: 8,629人 主審: アリ・アル・バドワウィ |

|                                                                                       |       | PK戦                               |  |
| フェリドーン・ツァンディ メフディ・マハダヴィキア レザ・エナヤティ ラスール・ハティビ | 2 – 4 | 李天秀 金相植 金斗炫 曺宰溱 金正友 |  |

| 2007年7月22日 |

| サウジアラビア                                         | 2 - 1 | ウズベキスタン            |
| ヤセル・アル＝カフタニ 3分 · アハメド・アル・ムサ 75分 |       | パヴェル・ソローミン 81分 |

| ジャカルタ, ゲロラ・ブン・カルノ・スタジアム 観客数: 12,000人 主審: クォン・ジョンチョル |

#### 準決勝
| 2007年7月25日 |

| イラク | 0 - 0 (延長) | 韓国 |
|        |              |      |

| クアラルンプール, ブキット・ジャリル国立競技場 観客数: 12,500人 主審: サアド・カミル・アル・ファドリ |

|                                                                            |       | PK戦                               |  |
| ハワル・ムラ・モハメド クサイ・ムニル ハイダル・アブドゥル-アミル アハマド | 4 – 3 | 李天秀 李東国 曺宰溱 廉基勲 金正友 |  |

| 2007年7月25日 |

| 日本                          | 2 - 3 | サウジアラビア                                          |
| 中澤佑二 37分 · 阿部勇樹 53分 |       | ヤセル・アル＝カフタニ 35分 · マレク・マーズ 47分, 57分 |

| ハノイ, ミーディン国立競技場 観客数: 10,000人 主審: マシュー・ブリーズ |

#### 3位決定戦
| 2007年7月28日 |

| 韓国 | 0 - 0 (延長) | 日本 |
|      |              |      |

| パレンバン, ゲロラ・シュリーヴィジャヤ・スタジアム 観客数: 10,000人 主審: アリ・アル・バドワウィ |

|                                         |       | PK戦                                                  |  |
| 曺宰溱 呉範錫 李根鎬 李浩 金珍圭 金致佑 | 6 – 5 | 中村俊輔 遠藤保仁 阿部勇樹 駒野友一 中澤佑二 羽生直剛 |  |

#### 決勝
| 2007年7月29日 |

| イラク                  | 1 - 0 | サウジアラビア |
| ユニス・マフムード 76分 |       |                |

| ジャカルタ, ゲロラ・ブン・カルノ・スタジアム 観客数: 60,000人 主審: マーク・シールド |

## 最終結果
| AFCアジアカップ2007優勝国 |
| ------------------------- |
| · イラク · 初優勝         |

## 表彰
| MVP                | 得点王                                             | フェアプレー賞 |
| ------------------ | -------------------------------------------------- | -------------- |
| ユニス・マフムード | ユニス・マフムード ヤセル・アル＝カフタニ 高原直泰 | 日本           |

### 得点ランキング
4 ゴール
- ユニス・マフムード
- ヤセル・アル＝カフタニ
- 高原直泰

3 ゴール
- マーク・ヴィドゥカ
- マクシム・シャツキフ
- セバスティアン・キンタナ